# 签账卡
签账卡又稱記賬卡（英語：Charge card）是由发卡商提供预支付的一种支付方式。卡片持有人有义务在每月账期前偿还签发商替持卡人预付的款项。
尽管签帐卡和信用卡（英語：Credit card）在某些时候其实是一样的意思，但它们都有截然不同的财政条约。信用卡通常有一定的循环信用額度（分期付款），持卡者消費不得超过额度上限，从第一次购物开始就产生利息（通常有一段免息期），但每月不必全額偿还；签帐卡则是典型的无消费上限，但每月必须全額偿还。
签帐帐户最早还是普通的纸张格式。世上最早的簽賬卡是大來信用証；美国运通（American Express）在1959年运营并签发了最早的塑料卡片格式的签帐卡。从此，签帐卡成为了ISO/IEC 7812的标准格式。

## 另見
- 银行卡